# Wichita State Shockers

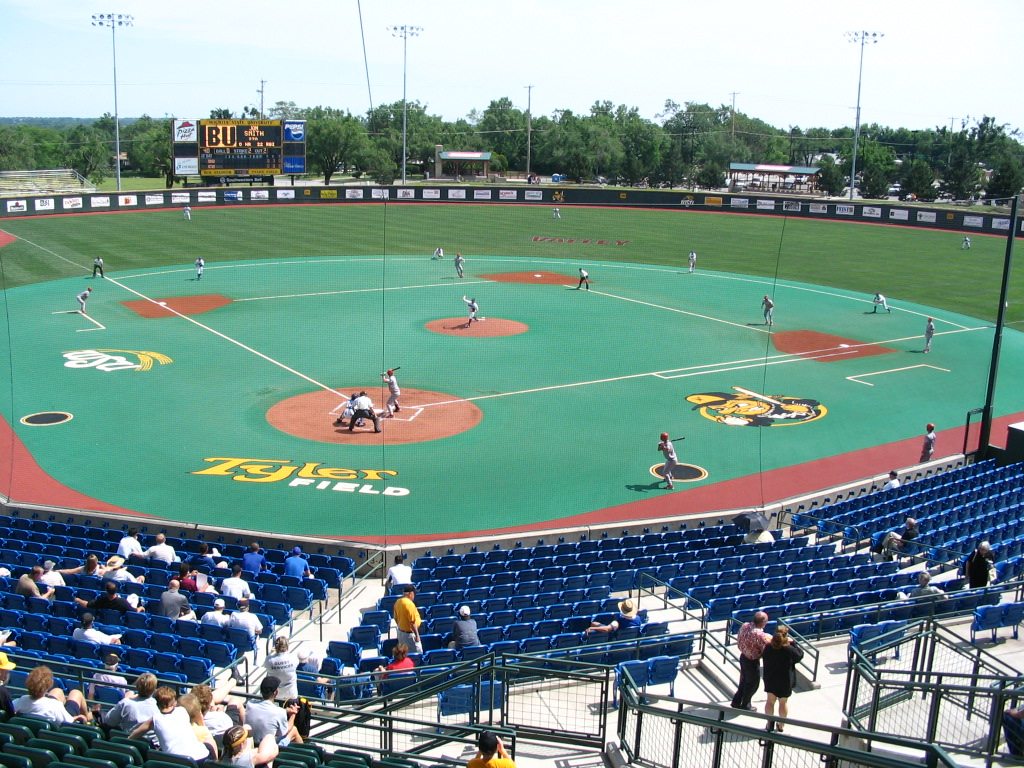
Eck Stadium

Wichita State Shockers (español: Agitadores de la Estatal de Wichita) es la denominación que reciben los equipos deportivos de la Universidad Estatal de Wichita, situada en Wichita, Kansas. Los Shockers participan en las competiciones universitarias organizadas por la NCAA, y forman parte de la American Conference.

## Apodo
En 1904, cuando a la universidad se la conocía como Fairmount College, iba a disputar un partido de fútbol americano contra los Chilocco Indians. Fairmount no tenía entonces apodo, y un periodista sugirió al entrenador, R.J. Kirk, a la hora de hacer los carteles que anunciaban el partido, que le añadiera un apodo para así equilibrar el mismo. Y se le ocurrió el nombre de "Wheat Shockers" (agitadores del trigo).
En aquella época la mayoría de los estudiantes trabajaban en verano para ganar un dinero en los campos de trigo de la comarca, agitando, trillando y cosechando para volverse lo suficientemente fuertes para aguantar los 60 minutos del partido. Aunque el nombre nunca fue oficialmente aceptado, se quedaron con el, abreviándolo en Shockers.

## Programa deportivo
Los Shockers participan en las siguientes modalidades deportivas:
| - Masculino - Béisbol - Baloncesto - Cross - Tenis - Golf - Atletismo al aire libre - Atletismo cubierta | - Femenino - Bowling - Baloncesto - Cross - Tenis - Golf - Softball - Voleibol - Atletismo al aire libre - Atletismo cubierta |

### Baloncesto
El equipo masculino de baloncesto se ha clasificado en 10 ocasiones para disputar campeonato de la División I de Baloncesto Masculino de la NCAA, obteniendo sus mejores resultados en 1965 y 2013. En ambas ocasiones llegaron a la Final Four, cayendo en 1965 ante UCLA, a la postre campeones, en semifinales. En 2013 también cayeron en semifinales, esta vez ante Louisville. Han ganado, además, en 4 ocasiones el torneo de la Missouri Valley Conference (1985, 1987, 2014 y 2017).
Varios jugadores de los Shockers han llegado a la NBA, entre ellos gente tan relevante como Xavier McDaniel, Cliff Levingston, Antoine Carr o Fred VanVleet.
Estos son los números retirados por la universidad de Wichita State en su pabellón, el Charles Koch Arena, y que no pueden ser usados por ningún otro jugador de la universidad.
| Número | Jugador          | Años      |
| ------ | ---------------- | --------- |
| 13     | Cleo Littleton   | 1952–1955 |
| 34     | Xavier McDaniel  | 1981–1985 |
| 35     | Antoine Carr     | 1979–1983 |
| 42     | Dave Stallworth  | 1961–1965 |
| 54     | Cliff Levingston | 1979–1983 |

## Tragedia del equipo de fútbol americano
El 2 de octubre de 1970, cuando regresaban de jugar un partido contra la Universidad Estatal de Utah, el avión en el que viajaban se estrelló en las proximidades de una estación de esquí de Denver, falleciendo 30 de los 37 ocupantes del equipo, entre jugadores y acompañantes.